# Мордовско-Паевское сельское поселение
Мордовско-Паевское се́льское поселе́ние — упразднённое муниципальное образование в Инсарском районе Мордовии Российской Федерации.
Административный центр — село Мордовская Паёвка.

## История
Статус и границы сельского поселения установлены Законом Республики Мордовия от 28 декабря 2004 года № 119-З «Об установлении границ муниципальных образований Инсарского муниципального района, Инсарского муниципального района и наделении их статусом сельского поселения, городского поселения и муниципального района».
Упразднено в 2020 году с включением всех населённых пунктов в Кочетовское сельское поселение (сельсовет).

## Население
| 2002 | 2010 | 2012 | 2013 | 2014 | 2015 | 2016 |
| ---- | ---- | ---- | ---- | ---- | ---- | ---- |
| 575  | ↘456 | ↘410 | ↘401 | ↘376 | ↘357 | ↘348 |
| 2017 | 2018 | 2019 | 2020 |      |      |      |
| ↘319 | ↘302 | ↘274 | ↘269 |      |      |      |

## Состав сельского поселения
| № | Населённый пункт  | Тип населённого пункта | Население |
| - | ----------------- | ---------------------- | --------- |
| 1 | Красная Поляна    | деревня                | ↘1        |
| 2 | Мордовская Паёвка | село                   | ↘455      |